# Hypulus relictus
Hypulus relictus là một loài bọ cánh cứng trong họ Melandryidae. Loài này được Semenow miêu tả khoa học năm 1900.